# Histoire@Politique
Pour l’article homonyme, voir Histoire politique.
Histoire@Politique, sous-titrée Politique, culture, société est une revue numérique française créée en 2007 par le centre d'histoire de Sciences Po et consacrée à l'histoire contemporaine.

## Présentation
C'est une publication à comité scientifique, organisée en comité de rédaction et direction de publication.
La revue est exclusivement numérique et ses articles sont en accès libre. Deux grands principes commandent l’architecture de la revue : d’une part, un certain nombre d’articles rattachés à un numéro « composé d’un dossier thématique et de rubriques », sont publiés à raison de trois numéros par an ; d’autre part, plusieurs rubriques dont la publication des textes est effectuée dans l’intervalle.